# Paul Leyden
Paul Leyden (né Paul Augustine Leyden le 16 décembre 1972) est un acteur australien. Il est surtout connu pour son rôle de Simon Frasier dans le soap opéra As the World Turns (Ainsi va la vie). Entre 2010 et 2011, il apparaît dans le rôle de Blake dans les feux de l'amour, il quitte la série à la mort de son personnage.

## Biographie
Paul Leyden est né et a été élevé à Melbourne en Australie.
Ses parents, John et Ros Leyden, ont donné naissance à quatre autres enfants. 
L'acteur est apparu dans la mini-série Tribe et on peut l'apercevoir dans des épisodes de Farscape, BeastMaster, le dernier des survivants et Summer Bay (Home & Away en anglais).
Leyden aime les sports en plein air, le saxophone et la guitare. 
Il réside actuellement à Los Angeles en Californie.
Il a épousé sa fiancée de longue date, Estelle Andrewartha, lors d'une cérémonie romantique en présence de ses proches à la fin du mois de septembre 2007, de qui il divorcera en 2015.
En 2018, il a épousé une actrice française Alexia Barlier.

## Filmographie
1999 les rescapés du Pacifique film australien de George Miller.
- 2003 : New York, unité spéciale (saison 4, épisode 23) : Perry Williams
- 2009 : Croqueuse d'hommes (Maneater) (TV)
- 2022 : RIPD 2 : Le Réveil des damnés (R.I.P.D. 2: Rise of the damned en VO) (en tant que réalisateur )